# Victor Cosson
Victor Cosson (* 11. Oktober 1915 in Lorges; † 18. Juni 2009 in Boulogne-Billancourt) war ein französischer Radrennfahrer.
Victor Cosson, Titi genannt, war Profi-Radrennfahrer von 1937 bis 1950. Seine größten Erfolge waren der dritte Platz bei der Tour de France 1938 sowie 1943 sein Sieg bei Paris–Camembert. 1937 wurde er Dritter des Critérium des As, 1942 gewann er die Quatre Jours de la Route du Dauphinois, Vorläuferin des Critérium du Dauphiné, und 1944 wurde er Dritter der französischen Meisterschaft im Querfeldein-Rennen.
Nach dem Ende seiner Radsport-Karriere arbeitete Cosson als Motorradfahrer für die Presse bei Radrennen und als Fotograf.